# Баселар, Антониу Барбоза
Анто́ниу Барбо́за Басела́р (порт. António Barbosa Bacelar; до реформы 1911 года порт. António Barbosa Bacellar; 1610, Лиссабон — 15 февраля 1663, Лиссабон) — португальский юрист, писатель и поэт эпохи барокко.

## Жизнь и творчество
Как по линии отца, Франсишку Барбозы Баселара, так и по линии матери, Грасии Гомеш Перейры, происходил из знатных семейств. Начальное образование получил в иезуитском колледже св. Антония, изучал латынь, риторику, поэтику, философию, математику и теологию. Уже тогда проявил большие способности. Окончил Коимбрский университет по специальности гражданское право, после чего 14 лет преподавал на различных кафедрах. Получая весьма скудное жалование, потратил все доставшиеся по наследству средства. Был обойдён назначениями на соответствовавшие его способностям должности, достававшиеся менее достойным претендентам. Негодование и разочарование привели к болезни. Покинул Коимбру и переехал в Лиссабон. Умер в бедности. Был похоронен в монастыре св. Франциска в Лиссабоне.
Известен как писатель и поэт. В автобиографической стихотворной «Эпистоле» (Epistola) описал свои злоключения, недооцененные способности и претерпеваемую несправедливость. Благодаря этому письму обрёл покровителя, выхлопотавшего ему назначения на юридические должности в Каштелу Бранку, Эворе и затем в Порту в 1661 году. В то полное тягот и лишений время не прекращал заниматься литературой. Критика отзывается о Баселаре как об одном из выдающихся поэтов и прозаиков португальской литературы XVII века. Сисмонди и Friedrich Bouterweck упоминают поэта в своих работах. Также сочинял прозаические произведения, из которых выделяется Relação diária do sítio e tomada da forte praça do Recife, recuperação das capitanias de Itamaracã, Paraíba, Rio Grande, Ceará e ilha de Fernão de Noronha, por Francisco Barreto, Mestre General do Estado do Brasil e Governador de Pernambuco (Lisboa, 1654), труд был опубликован без указания имени автора, переведён на итальянский язык.
Бо́льшая часть поэтических произведений к началу XX века не была опубликована. «Октава о Камоэнсе» (Oitava de Camões) издана посмертно в 1663 году. Поэзия была представлена спустя много лет в сборнике «Возродившийся Феникс» (Fénix Renascida, 1716—1728, тома I, II, IV, V).
Был похоронен в монастыре св. Франциска в Лиссабоне.

## Сочинения
- Relaçao da Victoria que alcancarão as armas do muito alto e poderoso rei D. Affonso VI em 14 de Janeiro de 1659, contra as de Castella, que tinhão sitiado a Praça d’Elvas, hindo por General do Exercito de Portugal o Conde de Cantanhede D. Antonio Luiz de Menezes do Conselho do Esrado, e Guerra, e Vedor da Fazenda, Lisboa, 1659. Эта публикация также вышла без обозначения имени автора, переиздана в 1661 году, переведена на латинский язык Алейшу Колотешем де Жантилетом (Aleixo Colotes de Jantillet) под названием Helvia Obsidione liberata, Lisboa, 1662.
- Textus Jurisconsulti Pomponii — единственный труд по юриспруденции на латинском языке.
- Uma e outra fortuna do Marques de Montalvão, D. Jorge de Mascarenhas.
- A Vida de D. Francisco de Almeida, Vice-rei da Índia.
- Desafio Venturoso. Assírio & Alvim, 1991. 72 p. ISBN 978-972-37-0266-8.